# Glaurocara flavicornis
Glaurocara flavicornis är en tvåvingeart som först beskrevs av Malloch 1927.  Glaurocara flavicornis ingår i släktet Glaurocara och familjen parasitflugor.
Artens utbredningsområde är Singapore. Inga underarter finns listade i Catalogue of Life.